# Mano invisibile
La mano invisibile è una metafora che si crede, in genere, creata dall'economista Adam Smith per rappresentare il ruolo della Provvidenza (in qualche modo immanente), per virtù della quale all'interno del libero mercato la ricerca egoistica del proprio interesse, che è favorevole non soltanto a sé stessi ma anche all'interesse dell'intera società, porta l'intero sistema economico al cosiddetto equilibrio economico generale.
In realtà il concetto, e la stessa metafora della 'mano' è presente già nell'economista napoletano Ferdinando Galiani: "Benedico al contrario la suprema Mano, ognora che contemplo l’ordine, con cui il tutto è a nostra utilitá costituito; e nelle opere sue, ovunque io mi rivolga, non incontro altro che giustizia ed egualitá" (Della moneta, 1751, capo III).
Successivamente, dopo Léon Walras e Vilfredo Pareto, è stata normalmente intesa come metafora dei meccanismi economici che regolano l'economia di mercato in modo tale da garantire che il comportamento dei singoli consumatori e imprenditori, teso alla ricerca della massima soddisfazione individuale, conduca al benessere dell'intera società, attraverso il soddisfacimento dei propri desideri personali.
Adam Smith si pose questo problema proprio per capire come funzionava il mercato

## La mano invisibile in Adam Smith
L'espressione viene usata da Adam Smith in vari luoghi di tre delle sue opere maggiori, e più precisamente in Storia dell'astronomia, Teoria dei sentimenti morali e infine nella più celebre Indagine sulla natura e le cause della ricchezza delle nazioni chiamata, più popolarmente, la Ricchezza delle nazioni. Il concetto di mano invisibile è legato a quello che Smith nomina risultato non intenzionale: gli individui generano ordine sociale e sviluppo economico nonostante non agiscano con l'intenzione di generarlo, ma con quella di perseguire il proprio interesse personale. Esiste quindi una mano invisibile che fa sì che le società e le loro economie siano in equilibrio e si sviluppino. Non c'è tuttavia in Adam Smith una sistematizzazione del concetto di homo oeconomicus, ovvero di un soggetto individualista e perfettamente razionale: il concetto di mano invisibile non è utilizzato da Smith per sostenere l’ottimalità di un mercato concorrenziale basato sul meccanismo della domanda e dell’offerta, come spesso il concetto appare riproposto in ambito mediatico e divulgativo.

### Storia dell'astronomia
Nella Storia dell'astronomia (pubblicata postuma nei Saggi filosofici e risalente probabilmente al 1750), scrive:
(Trad. da The History of Astronomy, sez. III,2)
In questo passo, la "mano invisibile di Giove" è una metafora dell'ordine impresso dall'unico vero Dio ai fenomeni naturali.

### Teoria dei sentimenti morali
La mano invisibile compare nel seguente passo della Teoria dei sentimenti morali (1759):
(Teoria dei sentimenti morali - BUR Biblioteca Universale Rizzoli, Milano, 2001, pp. 375-376)
Anche in questo passo, nonostante Smith tratti di un argomento economico (la distribuzione della ricchezza), la «mano invisibile» che conduce i proprietari terrieri a «fare quasi la stessa distribuzione delle cose necessarie alla vita che sarebbe stata fatta se la terra fosse stata divisa in parti uguali tra tutti i suoi abitanti» è strettamente correlata alla Provvidenza che «non dimenticò né abbandonò quelli che sembravano essere stati lasciati fuori dalla spartizione».
Smith spiegherà poi nella Ricchezza delle nazioni perché vede la mano invisibile operare efficacemente sui proprietari terrieri, non anche su commercianti e manifatturieri.

### Ricchezza delle nazioni
Nel Libro IV della Ricchezza delle nazioni (1776), Smith critica i tradizionali «sistemi di economia politica», il «sistema del commercio» (mercantilismo) e il «sistema dell'agricoltura» (fisiocrazia). Il mercantilismo sosteneva la necessità che lo Stato si arricchisse favorendo le esportazioni e limitando le importazioni. Nel Capitolo II Smith afferma che tali artifici non possono arrecare alcun beneficio, perché l'attività produttiva generale della società non può mai superare quella che il capitale della società può impiegare, le restrizioni alle importazioni possono solo deviare una parte del capitale in una direzione in cui altrimenti non sarebbe andato, e non è affatto detto che tale deviazione arrechi benefici. E prosegue:
(Indagine sulla natura e le cause della ricchezza delle nazioni - Mondadori, Milano, 1977, Libro IV, Cap. II, pp. 442-444)
L'«inclinazione naturale» di cui Smith parla in questo passo appare l'effetto della «mano invisibile di Giove», ovvero della «Provvidenza», piuttosto che il risultato di un meccanismo economico quale la concorrenza perfetta in un libero mercato, come sarà poi teorizzato da molti dopo Léon Walras e Vilfredo Pareto.
Smith è chiaramente «liberista», come mostra un passo poco successivo a quello appena citato:
(Indagine sulla natura e le cause della ricchezza delle nazioni - p. 444)
Tuttavia, quando si pone espressamente il problema della convergenza tra interesse del singolo e interesse della società, Smith opera alcune importanti distinzioni; inoltre, così come nella Teoria dei sentimenti morali non ritiene che il principio di simpatia renda tutti gli uomini virtuosi, nella Ricchezza delle nazioni non ritiene quella «inclinazione naturale» sufficiente a rendere concretamente possibile il libero commercio.
Smith scrive prima che la rivoluzione industriale si sia pienamente affermata. Basti ricordare che la macchina a vapore venne perfezionata solo dopo il 1776 (l'eccentrico venne brevettato nel 1781, il movimento parallelo nel 1784, il volano regolatore nel 1788), oppure che Smith esalta la produzione di lana inglese (Libro I, Cap. I) e ignora completamente il cotone.
Vede nell'agricoltura, più che nella manifattura, la vera fonte della ricchezza:
(Indagine sulla natura e le cause della ricchezza delle nazioni - Libro II, Cap. V, p. 358))
L'estensione delle colture porta ad un aumento sia delle rendite dei proprietari terrieri (maggiore domanda di terra) sia dei salari (maggiore domanda di lavoro).
Da ciò segue che l'interesse di coloro che vivono di rendita e di salario «è strettamente e inseparabilmente connesso all'interesse generale della società» (Libro I, Cap. XI, p. 252).
L'estensione del commercio e della manifattura, invece, comporta una riduzione dei profitti (maggiore offerta, minori prezzi):
(Indagine sulla natura e le cause della ricchezza delle nazioni - Libro I, Cap. XI, p. 253)
Quindi:
(Indagine sulla natura e le cause della ricchezza delle nazioni - Libro I, Cap. XI, p. 254)
Nella Teoria dei sentimenti morali aveva osservato che, nonostante la forza dei sentimenti morali, non tutti gli uomini sono virtuosi:
(Teoria dei sentimenti morali - BUR Biblioteca Universale Rizzoli, Milano, 2001, p. 168)
Nella Ricchezza delle nazioni, come la virtù, anche il libero mercato è solo un ideale:
(Indagine sulla natura e le cause della ricchezza delle nazioni - Libro IV, Cap. II, p. 460)

## La mano invisibile nell'Economia del benessere
Il primo teorema dell'economia del benessere afferma che qualsiasi sistema economico perfettamente concorrenziale raggiunge un equilibrio Pareto-ottimale, ovvero una situazione in cui non è possibile incrementare l'utilità di un agente, senza ridurre quella di almeno un altro agente. 
Tale teorema, che sostituisce le leggi del mercato alle «inclinazioni naturali» di Smith, viene spesso considerato come una formulazione analitica della metafora della mano invisibile
La mano invisibile viene pertanto assunta, sia dai sostenitori che dai critici del liberismo e del neoliberismo, come il principio fondamentale di tali dottrine
Tuttavia, i lavori di Sen, Scarf, Debreu e Sonnenschein hanno dimostrato come tali teoremi siano falsi nei mercati reali, mancando il requisito della concorrenza perfetta.
Restano utilizzabili per una teoria economica "matematicamente corretta", sia la teoria dei giochi sia l'econofisica ove non richiedano ipotesi non presenti nel mondo reale.
La scoperta delle esternalità mise definitivamente in crisi l'illusione della mano invisibile di Smith, dimostrando come il perseguimento dei fini individuali causasse dei costi nascosti che vengono scaricati sulla società, generando inefficienze che possono essere corrette solo con l'intervento pubblico (anche solo un intervento squisitamente legislativo).

## Critiche
Il concetto nella sua presunta efficacia è stato criticato dall'economista John Maynard Keynes nel XX secolo. A fondamento della sua teoria economica Keynes ha posto il concetto che qualunque sistema economico lasciato completamente libero a se stesso, pur raggiungendo un equilibrio in un certo lasso di tempo, porta a inevitabili distorsioni del sistema (ad esempio in termini di redistribuzione di ricchezza) se soggetto unicamente all'interesse privato egoistico dei singoli fino al caso limite di produrre grandi crisi economiche, come accadde anche nella grande depressione. Da cui la necessità di un sostegno interventista statale correttivo sull'economia attraverso la politica economica in sistemi detti a economia mista.